# 宽昭巴豆
宽昭巴豆（学名：Croton howii）为大戟科巴豆属下的一个种。主要分布区域在海南。

## 扩展阅读
- 維基物種上的相關：宽昭巴豆